# Igreja Católica Bizantina Bielorrussa
A Igreja Católica Bizantina Bielorrussa, ou Igreja Greco-Católica Bielorrussa (em bielorrusso: Беларуская грэка-каталіцкая царква, translit.: Biełaruskaja hreka-katalickaja carkva; em latim: Ecclesia Graeco-Catholica Belarusica), é uma Igreja particular oriental sui iuris em comunhão com a Igreja Católica. Isto quer dizer que ela, nunca abandonando as suas veneráveis tradições e ritos litúrgicos orientais, aceita a autoridade e primazia do Papa. Unida formal e oficialmente à Santa Sé em 1595-1596, esta Igreja foi fruto de uma cisão ocorrida na Igreja Ortodoxa da Bielorrússia.
Atualmente, esta Igreja oriental católica conta com cerca de 9 mil fiéis, concentrados na sua maioria na Bielorrússia. O seu rito litúrgico é de tradição bizantina e utiliza a língua bielorrussa como língua litúrgica. No início de 2005, esta Igreja oriental tinha 1 mosteiro, 10 padres, 15 seminaristas e 15 paróquias na Bielorrússia. Até ao presente momento, os greco-católicos bielorrussos ainda não têm os seus próprios hierarcas. 
A simples existência da Igreja Católica Bizantina Bielorrussa não significa que a Bielorrússia não tenha católicos de rito latino. Aliás, os católicos latinos constituem a maioria dos poucos católicos existentes na Bielorrússia.

## História

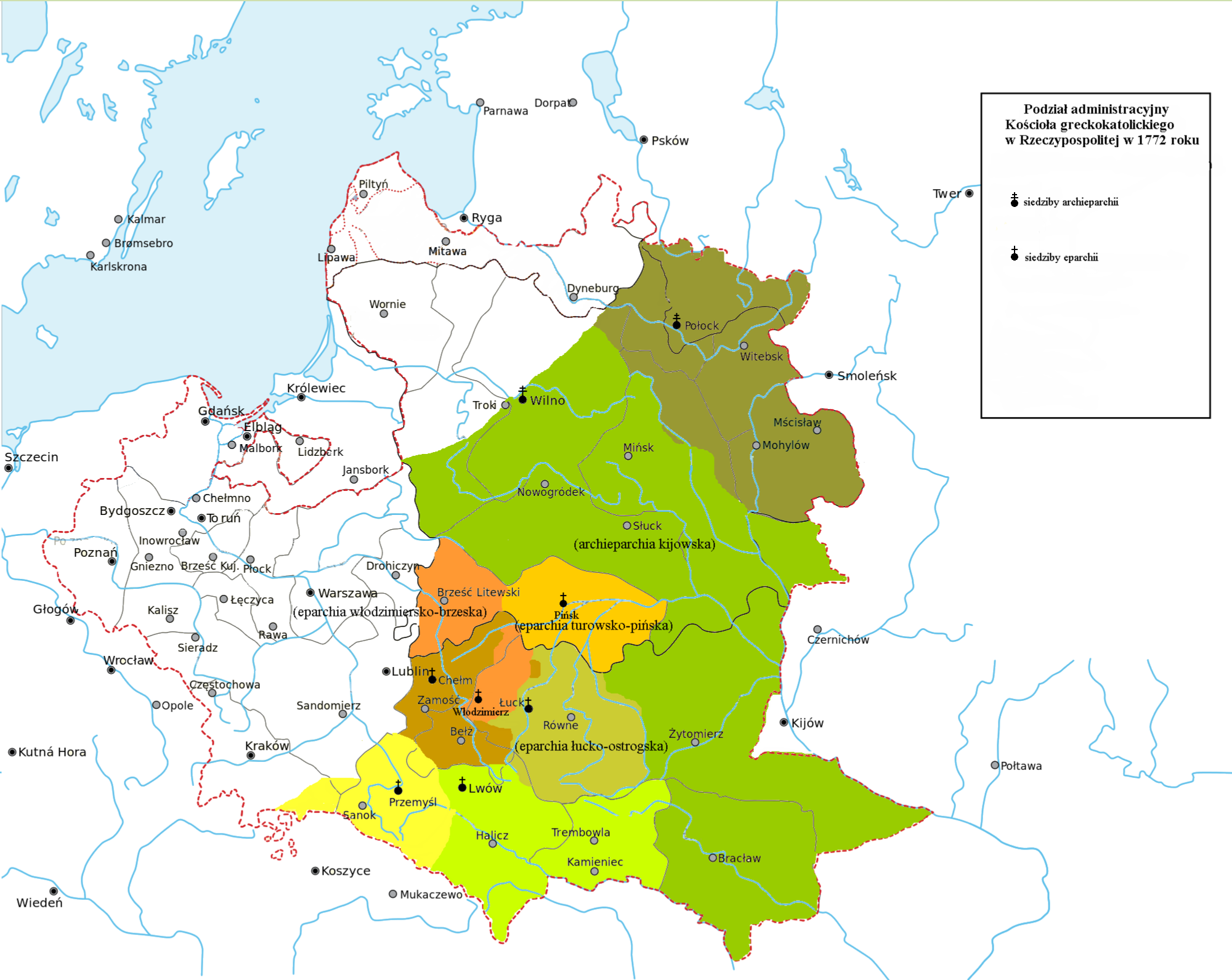
Divisões administrativas da Igreja Greco-Católica na Comunidade Polaco-Lituana em 1772.

Em 1595-1596, um grupo significativo de cristãos ortodoxos bielorrussos entraram em plena comunhão com a Sé de Roma, mantendo porém o rito bizantino e o eslavo eclesiástico como língua litúrgica. Este acontecimento, chamado de União de Brest, deu origem à Igreja Greco-Católica Bielorrussa e também à Igreja Greco-Católica Ucraniana. Naquele tempo, a Bielorrússia era dominada pela República das Duas Nações (Polónia e Lituânia).
Com as várias partições da Polónia, com a ocupação da Bielorrússia pela Rússia e com o fracasso do Levante de Novembro (1830-1831), a Igreja Greco-Católica Bielorrussa começou a sofrer um forte declínio e um número considerável dos seus membros acabaram por juntar-se à Igreja Ortodoxa Russa. No entanto, alguns sacerdotes e leigos ainda se recusaram a aderir à Ortodoxia, mantendo-se fiéis à Igreja Católica. O Estado russo atribuiu a maior parte da propriedade para a Igreja Ortodoxa em 1840. Os poucos greco-católicos que ainda restaram na Bielorrússia ou emigraram para a Galícia austríaca, ou optaram por praticar clandestinamente a sua religião já proibida. 
Porém, o catolicismo conseguiu sobreviver na Bielorrússia, porque, quando em 1905 o Czar Nicolau II da Rússia concedeu a liberdade religiosa aos seus súbditos, cerca de 230 mil cristãos bielorrussos declararam-se católicos. Contudo, uma vez que o governo russo recusou-se a permitir-lhes formar uma Igreja sui iuris de rito bizantino, muitos católicos acabaram por abraçar o rito latino, que era permitido pelo governo e que mais católicos bielorrussos agora pertencem. 

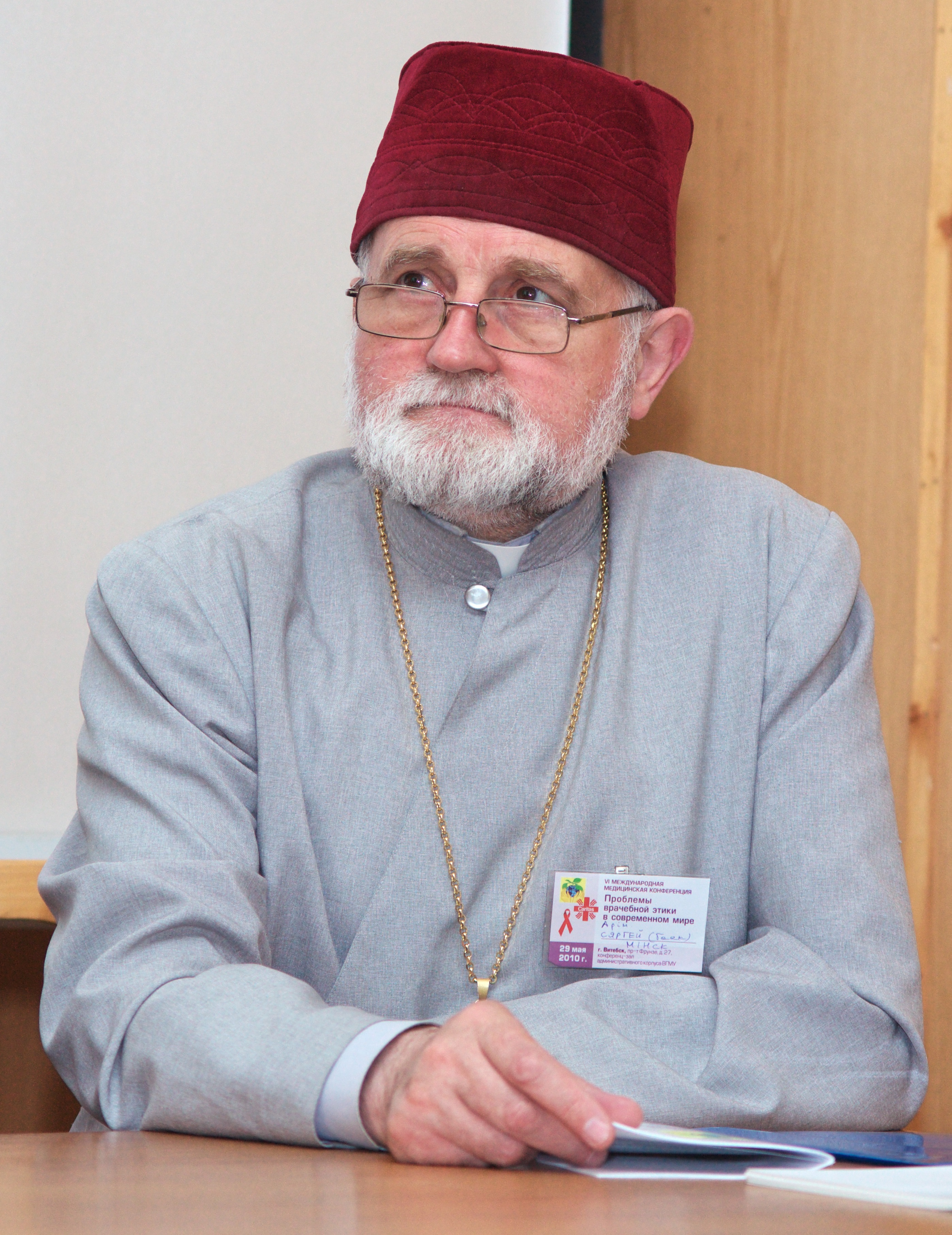
Arquimandrita Sergei Gaek, Visitador Apostólico para os greco-católicos da Bielorrússia.

Após a Primeira Guerra Mundial (1914-1918), a parte ocidental da Bielorrússia foi incluída na Polónia recém-reconstituída e cerca de 30 mil descendentes daqueles que, menos de um século antes, tinham aderido à Igreja Ortodoxa Russa, voltaram a entrar em comunhão com a Igreja Católica Romana, embora mantendo a sua liturgia bizantina. Em 1931, a Santa Sé enviou-lhes um bispo como Visitador Apostólico. Depois de a União Soviética ter anexado a Bielorrússia ocidental em 1939, um exarca para os greco-católicos bielorrussos foi nomeado em Maio de 1940. Mas, em 1942, o exarca, juntamente com muitos católicos, foi preso e levado para um campo de concentração soviético, onde acabou por morrer. O exarcado deixou de existir. Desde 1994, o visitador apostólico ad nutum Sanctae Sedis é padre Sergiusz Gajek.
Alguns católicos bizantinos conseguiram refugiar-se na Europa Ocidental (Paris, Londres e Louvain) e nos Estados Unidos da América (Chicago), onde eles fundaram os seus centros religiosos. Em 1960, a Santa Sé nomeou finalmente um visitador apostólico para os fiéis bielorrussos no estrangeiro. 
Na década de 1980 vários intelectuais de Minsk ficaram interessados na história e no renascimento da Igreja Greco-Católica Bielorrussa. No início de 1990, com a queda do comunismo, a Santa Sé ficou surpresa por ainda encontrar jovens e adultos na Bielorrússia que afirmavam-se greco-católicos. Em setembro de 1990, assistiu-se ao registo da primeira paróquia greco-católica desde a Segunda Guerra Mundial (1939-1945) na Bielorrússia. Mas, mesmo assim, até ao presente momento, os greco-católicos bielorrussos ainda não têm os seus próprios hierarcas.